# SV Paul Keres
Schaakvereniging Paul Keres is een schaakvereniging in Utrecht.

## Algemene informatie
De Utrechtse Schaakvereniging Paul Keres telt circa 100 leden. Van 1997 tot 2019 speelt het eerste team van SV Paul Keres onafgebroken in de 1e klasse KNSB en is daarmee in 2019 de hoogst opererende Utrechtse schaakclub. Grootmeester Hugo ten Hertog en internationaal meester Xander Wemmers maken hier deel van uit . In totaal heeft de club op peildatum 2019 zeven extern spelende teams.
De clubavond is donderdag in een dependance van het Utrechts Stedelijk Gymnasium, Notebomenlaan 400 in Utrecht. Door het zelf gemaakte indeelsysteem kan elke schaker steeds een tegenstander van gelijk niveau vinden. De interne competitie staat bekend als een van de sterkste binnen Nederland. Daarnaast zijn er op de clubavond maandelijks snelschaak-, rapidtoernooien en andere alternatieve schaakvormen. In de zomer organiseert SV Paul Keres samen met andere verenigingen de 'ZomerAvondKompetitie' (ZAK).
Jaarlijks organiseert SV Paul Keres het Open Kampioenschap van Utrecht, een weekendtoernooi waar tegen de 200 spelers aan meedoen.

## Geschiedenis
De club is een fusie van de schaakafdelingen van de drie studentenverenigingen Unitas, Veritas en USC. De initiële naam was Utstud, ontleend aan Utrechtse Studenten. Omdat de vereniging al snel na de oprichting werd opengesteld voor niet-studenten werd zij in 1975 hernoemd, en wel naar de kort daarvoor overleden Estse schaker Paul Keres. De studentikoze sfeer van S.V. Paul Keres is behouden gebleven: gezelligheid en resultaat gaan hand in hand.
Het grootste sportieve succes behaalde SV Paul Keres in 2014 in de landelijke KNSB-beker. Na twee eerdere finaleplaatsen wist het team, bestaande uit Hugo ten Hertog, Xander Wemmers, Demre Kerigan en Peter Lombaers, in Wijchen de beker in de wacht te slepen. Zowel DSC Delft als HMC Den Bosch werden verslagen.